# Soldier-2000 (камуфляж)
Soldier-2000 — деформаційний військовий камуфляж Збройних сил Південно-Африканської Республіки, прийнятий на озброєння в 1993 році. Камуфляж розроблений Радою з наукових і промислових досліджень (Council for Scientific and Industrial Research) спеціально для використання у будь-якому ландшафті Південної Африки — від напівпустель Північнокапської провінції до густих лісів Квазулу-Натал, незалежно від часу доби чи пори року.
Техніко-економічні обґрунтування для нових камуфляжних одностроїв розробляли Рада наукових і промислових досліджень і Південноафриканське бюро стандартів (SABS).

## Історія
Збройні сили Південно-Африканської Республіки використовували характерні однотонні коричневі камуфляжі «Нутрія», які були розроблені для операцій у Південно-Західній Африці та Анголі приблизно в 1964 році та вперше використані в 1971 році. У 1988 році було прийнято рішення розробити заміну камуфляжу «Нутрія», яка поєднувала б оптимальну вартість виготовлення та ефективну маскувальні властивості в умовах різноманітних рельєфів Південної Африки.
Для з розробки нових бойових одностроїв з камуфляжем, який би підходив для усіх варіантів ландшафту Південної Африки, відділ матеріально-технічного забезпечення штабу армії ПАР розпочав комплексний проект Soldier-2000. Нові польові однострої повинні були бути технологічно просунутим та економічними у виготовленні. Однострої мали бути практичними, зручними у використанні та відповідати останнім міжнародним тенденціям в галузі камуфляжу. Нова камуфляжна форма мала захистити солдата від агресивних умов місцевого середовища та від спостереження противником (зокрема в інфрачервоному світлі). Камуфляж, що отримав назву Soldier-2000, було розроблено групою Council for Scientific and Industrial Research-Textile Technology спеціально для ландшафтів Південної Африки та призначено для нанесення на різноманітні елементи одностроїв та польового спорядження.
Армія ПАР вперше офіційно продемонструвала свою нову камуфляжну форму, яка замінила коричневу форму Nutria на параді до Дня оборони ПАР, що відбувся в Кімберлі 3 липня 1993 року.

## Опис
Камуфляж складається з п'яти кольорів, які найчастіше зустрічаються в Південній Африці, з коричневим Калахарі як базовим кольором і вкрапленнями темно-зеленого, трав'янисто-зеленого та блідо-зеленого кольору з темно-зеленими та блідо-зеленими плямами, які утворюють камуфляж.
Матеріал камуфляжних одностроїв складається з 50 % поліестеру та 50 % бавовни з барвником, введеним у волокна, що дозволяє досягти 95 % адгезиву протягом більш ніж 36 місяців за умови правильного використання. Шаблон камуфляжного візерунку повторюється кожні 101 см завдовжки та 150 см завширшки.
Нове польове спорядження включає такі предмети, як куртки, шапки, черевики, чохли для касок, спідню білизну та одяг для холодної погоди.

## Обмеження у використанні
У «Government Gazette» за 1993 рік згадується, що носіння камуфляжу без дозволу уряду буде вважатись серйозним правопорушенням. Закон про оборону 2002 року прямо забороняє використання камуфляжу цивільними особами.
23 січня 2019 року було повідомлено про арешт члена Студентського командування EFF, на ім'я Асеза Маяфі за те, що він з'явився на телебаченні в камуфляжі. 25 січня Асеза відпустили з попередженням і перенесли розгляд справи, щоб залучити для нього адвоката.
23 жовтня 2019 року уряд Південної Африки публічно попередив про несанкціоноване використання камуфляжу після того, як канал 157 Moja Love показав актора в камуфляжній уніформі без відповідного дозволу.

## Галерея

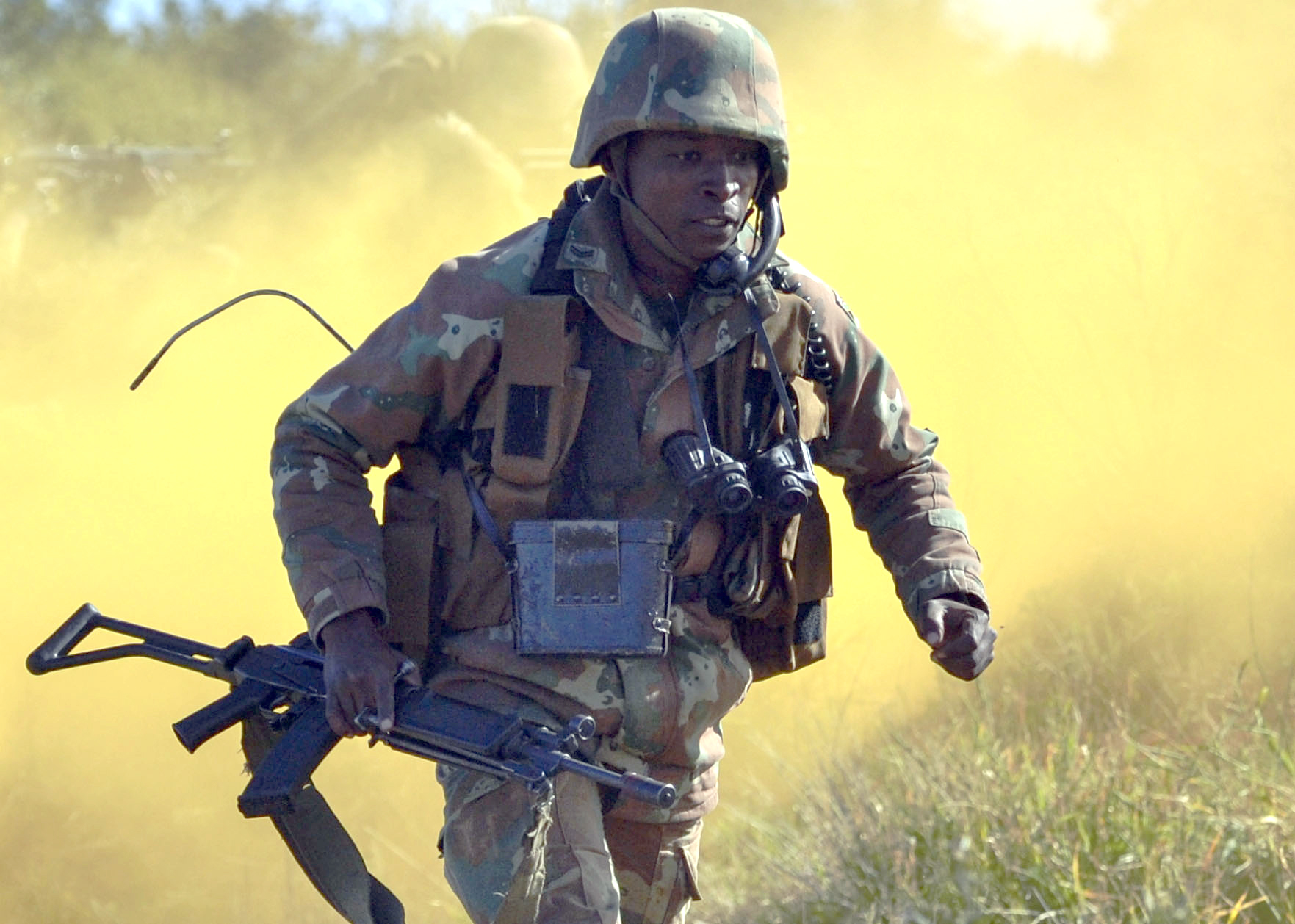
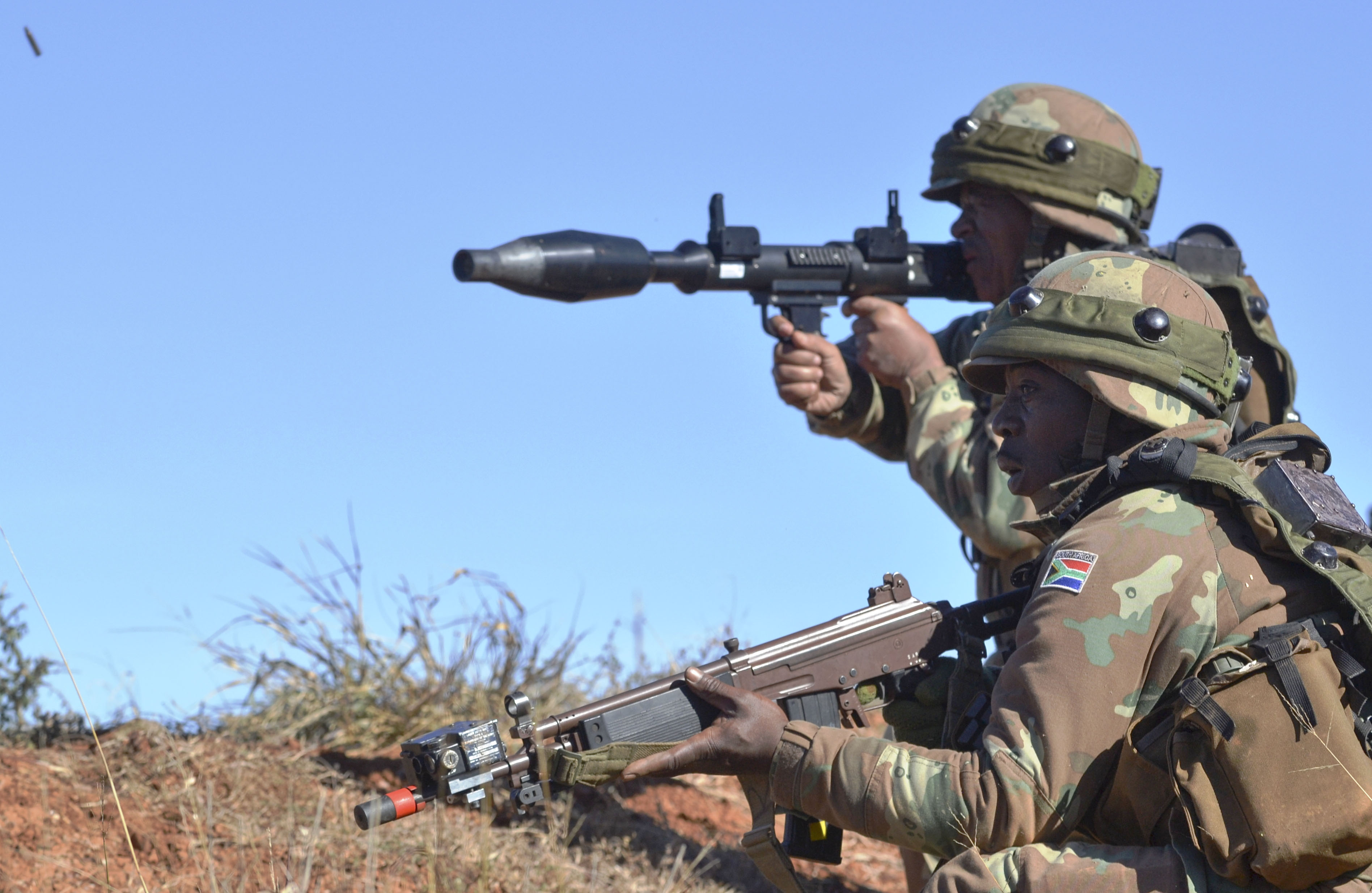
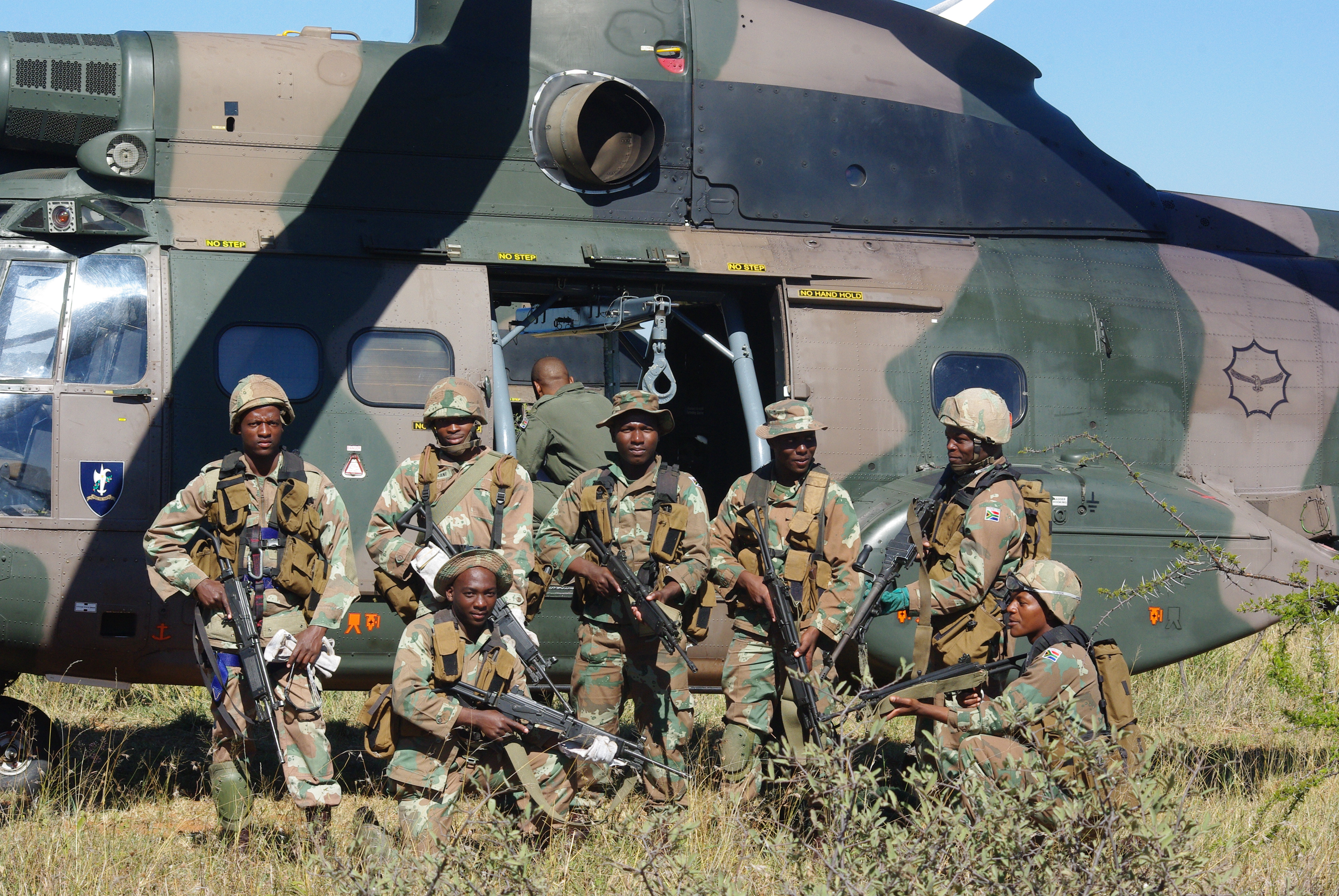
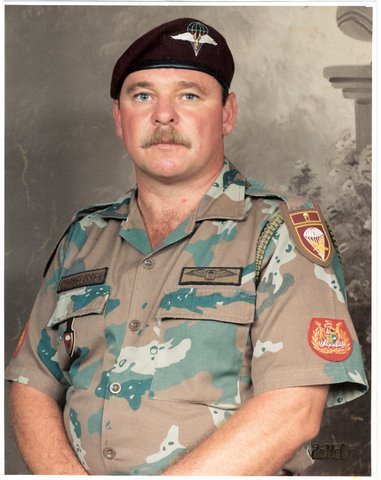